# Americana (Offspring-album)
Americana er et The Offspring-album der hjalp The Offspring for alvor med at slå deres navn fast i mainstream kulturen. Albummet skabte hitsinglerne Pretty Fly (For a White Guy) og Why Don't You Get a Job?. Albummet var en stor kommerciel succes for The Offspring. Temaet for Americana var livet i USA, og hver sang kiggede på forskellige mennesker i samfundet.

## Indhold
Alle sange er skrevet og produceret af Dexter Holland og Noodles.
1. "Welcome" – 0:09
2. "Have You Ever" – 3:56
3. "Staring at the Sun" – 2:13
4. "Pretty Fly (for a White Guy)" – 3:08
5. "The Kids Aren't Alright" – 3:00
6. "Feelings" (Parodi/cover af Morris Albert's 1975 single) – 2:51
7. "She's Got Issues" – 3:48
8. "Walla Walla" – 2:57
9. "The End of the Line" – 3:00
10. "No Brakes" – 2:06
11. "Why Don't You Get a Job?" – 2:52
12. "Americana" – 3:15
13. "Pay the Man" – 10:19
  - "Pay the Man" slutter ved 8:08, men følges af et skjult nummer "Pretty Fly (for a White Guy) (Reprise)" ved 9:16